# 月城莉奈
月城 莉奈（つきしろ りな、2月25日 - ）は、日本の女性声優。静岡県浜松市出身。スタイルキューブ所属。

## 略歴
2020年10月14日、オーディションを経てスタイルキューブに研修生として入所。趣味のゲームを活かして電撃ゲームライブなどWeb配信にもMCとして出演。
2020年11月には「RinamooN」（りなむん）名義でアーティスト活動を行なっている。11月13日より上映開始したOVA『デート・ア・バレット ナイトメア・オア・クイーン』のエンディングテーマにてデビュー。
2022年3月31日、研修期間満了。2022年4月1日よりスタイルキューブの正所属となる。
2023年9月1日、所属事務所のオフィシャルファンクラブ「Style Party」がリニューアル。引き続きメンバーとしてコンテンツが掲載されている。
2024年12月8日、所属事務所の育成ユニット「はぴすたルーキーズ」のメンバーとしてライブ出演が決定。
2025年2月24日 RinamooN名義の新曲「Bad and Cute!」を引っ提げ、自身初のバースデーイベントを開催。翌25日、配信限定シングルとして各種サブスクサービスにて配信開始した。
2025年4月6日、「白石真菜生誕祭2025」にて、同じ事務所の白石真菜、和泉芳怜とともにCLOVER in April（仮）としてユニットを結成、オリジナル曲「Coloful Clover Chase」を披露した（クレジットなど詳細は現時点で不明）。
2025年7月20日、「CLOVER Garden 〜夏への階段〜」にてユニット名が「Crispy Lover」に正式決定し、同年8月28日にデジタルデビューシングル「LOVE KOMEctioN↑」をリリースすることが発表された。

## 人物
愛称はりなむん。趣味は映画鑑賞、ショッピング、ゲーム。特技は映像編集。美大卒で学生時代は作り手になることを志していたが、アニメに命を吹き込む仕事の奥深さを知り声優を目指す。影響を受けたアニメに「Free!」や「ひぐらしのなく頃に。」を挙げている。
自身でデザインしたTシャツやグラスなどのオリジナルグッズをSUZURIのStyleCubeオフィシャルショップで販売中。また、はぴすたルーキーズの衣装製作、並びに#りなこす と題してコスプレをしたり、RinamooN名義での新曲「Bad and Cute!」はコンセプト・ビジュアル・スタイリング（衣装）、そして作詞を自身で手掛けているなど、クリエイター志望だった強みを活かしたセルフプロデュースも果敢に挑戦している。
Youtubeチャンネルではゲーム実況を中心に雑談配信も行っておりファンとの交流を楽しんでいる。
ファンネームは「リナリア」（りなむん＋ファミリア）。2025年の初夢で”降りてきた”という。

## 出演
太字はメインキャラクター。

### テレビアニメ
2021年
- ヴィジュアルプリズン（ファン）

2022年
- からかい上手の高木さん3（音無、女子生徒A）
- 明日ちゃんのセーラー服（田辺美星）

2023年
- お兄ちゃんはおしまい!（伏見のどか）
- 僕の心のヤバイやつ（女子先輩）
- デキる猫は今日も憂鬱（街の人々、娘）
- 悲劇の元凶となる最強外道ラスボス女王は民の為に尽くします。（参列者）
- 七つの魔剣が支配する（上級生女子）
- SHY（2023年 - 2024年、子供、猫川） - 2シリーズ

2024年
- 悪役令嬢レベル99 〜私は裏ボスですが魔王ではありません〜（女子生徒）
- 声優ラジオのウラオモテ（女子生徒）
- トリリオンゲーム（キャバ嬢）

2025年
- アラフォー男の異世界通販（メイドC）

### 劇場アニメ
- 劇場版 からかい上手の高木さん（2022年、音無[23][24]）

### Webアニメ
- グッド・ナイト・ワールド（2023年）
- 転生したらスライムだった件 コリウスの夢（2023年、従者2）

### ゲーム
2021年
- 城姫クエスト（国府台城、蟹江城）
- ブラウンダスト（ラプラス）
- ファントム オブ キル（ギャラルホルン）

2022年
- 機動戦士ガンダム エクストリームバーサス2（2022年 - 2025年、カノ・クランズ） - 3作品
- Ink on（天禄院桜華、柚波多花梨、十六夜花怜、珠坂和果）
- けものフレンズ3（ドールシープ）

2023年
- オクトパストラベラー 大陸の覇者（盗賊猫メロウ）
- Link!Like!ラブライブ!（2023年 - 2025年、しいな）

2024年
- 逆転オセロニア（ナナ）

### ドラマCD
- ヘタリア World★Stars 主題歌「地球まるごとハグしたいんだ」ドラマパート（2021年、女の子C）[37]
- ラジオ制作の現場が見えてくる新感覚”ラジオ"ドラマCD #しあわせラジオデイズ vol.3（2023年、CM出演）[38]

### 朗読劇
- キミに贈る朗読会「サトラレ～the reading～ vol.8」（2021年10月9日 - 10月10日、A公演 里見ゆなの心の声、B公演 花音ちゃん(娘)、千弦(母)、音瀬先輩(兄)）[39]
- キミに贈る朗読会「STARMARIEの声と妄想の世界Vol.3」（2022年7月2日 - 7月3日、2日 君[注 1]、3日 オペレーター・店員[注 2]）[40]
- キミに贈る朗読会「STARMARIEの声と妄想の世界Vol.4」（2022年9月10日 - 9月11日、10日 ぐらんぱ[注 3]、11日 謎の女性[注 4]）[41]
- キミに贈る朗読会「STARMARIEの声と妄想の世界Vol.5」（2022年11月5日、1部 女子高生A[注 5]・昭和トモミ[注 6]、2部 女子高生B[注 7]・平成アユ[注 8]）[42]
- キミに贈る朗読会「無人駅で君を待っているVol.2」（2022年12月10日 - 11日、冨樫綾乃）[43]
- キミに贈る朗読会 特別編「～約束のバレンタイン～」（2023年2月11日、1部 甘井密男[注 9]・ケイタ[注 10]、2部 マドンナのチョコが欲しい男[注 11]・マイ[注 12]）[44]
- キミに贈る朗読会「STARMARIEの声と妄想の世界 傑作選」（2023年2月18日、1部 主人公[注 13]、2部 秘書[注 14]）[45]
- STARMARIE 15thツアー東京 特別公演『スタードロップ』(2023年2月19日、ストーリーテラーとして出演)[46]
- VOICE in BOX ～声優さん、出番です～（2023年3月18日、1部 メイの親友、2部 レン）[注 15][47]
- キミに贈る朗読会 特別編 御伽旅行 -otogi journey-（2023年4月23日、1部 上司[注 16]・月乃兎太郎[注 17]、2部 バーのマスター[注 18]・月乃兎太郎）[48]
- キミに贈る朗読会 短編集「ネームレス・サマーメイデン」（2023年7月8日、1部 黒目ユノ、2部 頬白スミレ）[注 19][49]
- キミに贈る朗読会 藍色ノスタルジー Vol.3（2023年8月19日‐20日、ミドリ）[50]
- キミに贈る朗読会 特別編 青いダイイングメッセージ（2023年8月27日、ナレーション）[51]
- キミに贈る朗読会 短編集 フェアウェル・シーベッド（2023年9月16日 - 17日、9/16 1部 坂本ナゴミ・2部 美作ユイ[注 20]、9/17 1部 結城ミレイ・2部 森崎ユキノ[注 21]）[52]
- キミに贈る朗読会 短編集 記憶の森とルミナストレイン（2023年10月7日 - 8日、シュウ）[53]
- キミに贈る朗読会 ハロウィン特別編（2023年10月29日、1部 同級生、2部 ナレーション・その他）[注 22][54]
- 演劇ユニット【メイホリック】 朗読劇『美術室に置き去りにされた天使』（2024年3月27日-28日、31日、雪柳）[55]
- キミに贈る朗読会 灰桜色メモリー Vol.2（2024年4月12日、キシベ）[56]
- キミに贈る朗読会 短編集 『レイニー・ヴァニラ・グレイス』（2024年6月2日、継手マイ）[57][58]
- キミに贈る朗読会 『ピグミーシーホース』（2024年10月27日、ナンシー）[59]
- VOICEinBOX Vol.13 ～Happy New Year 2025～（2025年1月5日、1部 ナレーション・2部 少年ケン）[60][注 23]
- キミに贈る朗読会 ゴカンッ！Vol.3 （2025年3月16日、演目1 月城莉奈、演目2 木村、演目3 ゴータイムの店員、演目4 ロボット、演目5 司令官）[61][注 24]
- NOVAREADING vol.6 朗読劇『半分嫌いで半分好き』（2025年3月28日 - 29日、ネコババ）[62]
- キミに贈る朗読会 『レディメイドレディ』（2025年5月17日-18日、シェリー）[63][64]
- STARMARIE主催ライブ（2025年6月29日、2部、ストーリーテラーとして朗読パートに出演[65]）[66][注 25]
- 演劇ユニット【メイホリック】×【Kawaii Party！】メイホリックシアター19ライブ×リーディング『KAWAII偶像パラドキシカル』（2025年7月30日、8月1日 - 2日、ヴィルゴ）[67]

### 舞台
- 舞台『マジでトキメけ⭐︎少女たち!! 〜全国高校生エネルギッシュ選手権大会〜』再演（2023年8月30日、9月1日、9月3日、海腹海）[68]
- 舞台『異世界転生したら大恐竜時代でオワタ。』（2023年12月21日 - 24日、スティラコっぴ）[69][70]
- 舞台『Get Back!!2024』（2024年9月27日、日替わりゲスト 月城莉奈役）[71][72]
- 舞台『ジョダンダンジョ』（2025年4月17日～20日、戸塚美咲、若き日の明美）[73][74][75][76]
- fragment edge No.9 『さいはてのペルシュ』（2025年6月13日 - 15日、サラ）[77][78]

### ライブ・イベント
- 湯浅順司&たかみゆきひさのIDOL in New World Order アイドル業界作戦会議 #01『吉野湯』  （2024年3月8日）[79]
- Style Cube オフィシャルファンクラブ「Style Party」Fan Meeting Vol.1（2024年6月9日）[80]
- 森下純菜レギュラーライブ「GENKI!? Vol.137」（2024年12月8日、はぴすたルーキーズ）[81][82]
- 森下純菜レギュラーライブ「GENKI!? Vol.138」（2025年2月16日、はぴすたルーキーズ）[83]
- 月城莉奈Birthday Party 2025〜Bad and Cute!〜（2025年2月24日）[84]
- 白石真菜Birthday Party 2025〜四月のシロツメクサ〜（2025年4月6日）[85]
- CLOVER Garden 〜5月の約束〜（2025年5月10日）[86]
- スタマリソラモフェス（2025年6月8日、トークコーナー、STARMARIEライブコーナー登場ナレーション）[87][88]
- Missa×Meiko produces Kawaii Party！（2025年6月28日）[89]
- CLOVER Garden ～夏への階段～（2025年7月20日）[90][91]

### ラジオ
- 渋谷クロスFM「J Cross Style」（2020年11月22日）[92]
- 文化放送 超!A&G+「月城莉奈の声ラブ」（2021年4月3日 - 6月26日）[93]
- 渋谷クロスFM「えもきゃぷ」（2021年6月13日）[94][95]
- 文化放送 超!A&G+「ファンキル・タガタメPresents 今泉Pと王子的3分間」（2021年10月4日 - 10月22日）[96]
- ラジ友「STARMARIEの声と妄想の世界」(2022年8月12日[97]、2022年8月26日[98])
- 文化放送 超!A&G+「豊田萌絵 with もえころがし」マンスリーアシスタント（2023年8月7日 - 28日、2024年6月3日 - 24日）[99][100]
- FMおだわら87.9MHz「もとらじ！ 694話 新曲特集」コメント出演（2025年2月16日）[101][102]

### 配信番組
- 電撃ゲームライブ（2021年1月7日 - 12月2日） 第1週担当パーソナリティ[103]
- WILDish Presents GAME LIVE JAPAN With ファミ通・電撃ゲームアワード「ファミ通チームvs電撃チームで3本勝負！」（2021年3月6日）[104]
- UBIch×ブロウルハラ（2021年3月25日）[105]
- 電撃ゲームライブ GW特別企画「高槻かなこ、前田佳織里、月城莉奈の電撃ゲームライブ #30」（2021年5月4日）[106]
- 電撃バーチャ道 第33回「スタイルキューブVS電撃バーチャ道」（2021年8月20日）[107]
- ファンキルを止めるな! vol 3 in ファンラブハウス鎌倉（2021年8月29日）[108]
- オクトパストラベラー「オクトラ大陸の覇者 第０回生放送」 （2021年10月5日）[109]
- 電撃オンライン『バビロンズフォール』新米センチネルにおくる初心者講座。(2022年3月5日)[110]
- 電撃オンライン『バビロンズフォール』×『ニーア オートマタ』コラボ記念生放送（2022年4月1日）[111]
- 電撃オンライン『ガンダムエボリューション』ネットワークテストを実況プレイ配信！（2022年4月9日）[112]
- 『機動戦士ガンダム エクストリームバーサス２クロスブースト』「Project N-EXTREME」キャラクター紹介配信 vol.2（2022年4月20日）[113]
- 電撃オンライン 集え！哨士。『バビロンズフォール』Ver.1.1.1アップデート記念生放送（2022年4月30日）[114]
- 電撃オンライン シーズン1終了間近！みんなで『バビロンズフォール』シーズン2に備えよう（2022年5月27日）[115]
- 電撃オンライン 『バビロンズフォール』二丁拳銃で格上に挑む！みんな力を貸してくれ‼（2022年6月16日）[116]
- 電撃オンライン トライアングルストラテジーコラボ記念！『オクトラ大陸の覇者』第４回公式放送（2022年7月25日）[117]
- AbemaTV 『愛、足りてますか？』ナレーション#1-#3（2022年11月27日-12月11日）[118]
- Youtubeチャンネル『DoKiDoKi Drawing』（2022年12月22日[119] - ）
- 電撃オンライン「月城莉奈の電撃ゲームライブ #93【FORSPOKEN、DRAINUS】」（2023年1月26日）[120]
- 2.5周年記念！楽曲ライブと紡ぐ『オクトラ大陸の覇者』第９回生放送（2023年4月24日）[121]
- GGGP2023 XBOOST 東西対抗戦 東会場 MC（2023年6月4日）[122][123]
- 『オクトパストラベラー大陸の覇者』３周年直前記念！第12回生放送（2023年10月25日）[124]
- GGGP2024 OVERBOOST 4on4団体戦 MC（2024年1月27日）[125][126]
- 放課後 SUNNY SIDE UP（2024年3月9日 - 11月2日)[127]
- 電撃ゲームライブ2024春スペシャル第1夜 #125【MC:相良茉優、月城莉奈、中島由貴、渕上舞】（2024年3月14日）[128][129][130][131]
- 電撃ゲームライブ2024春スペシャル第2夜 #126【MC:赤尾ひかる、佐伯伊織、星谷美緒、前田佳織里】（2024年3月28日、『機動戦士ガンダム エクストリームバーサス2 オーバーブースト』コーナーにVTR出演）[132][133]
- ABEMA TV「SHIBUYA ANIME BASE #7」（2024年5月31日）[134]
- ABEMA TV「SHIBUYA ANIME BASE #8」（2024年6月7日）[135]
- GGGP2024 賞金制大会（2024年7月15日、ナビゲーター）[136][137]
- 電撃ゲームライブ夏スペシャル2024 #134【MC：佐伯伊織、進藤あまね、月城莉奈、花谷麻妃】（2024年7月25日）[138]
- GGGP2024 後夜祭（2024年8月24日）[139][140][141]
- アトリエりなむん（2024年12月10日 - )[142]
- 電撃ゲームライブ冬スペシャル2024第1夜 #142【MC：月城莉奈、豊田萌絵、星谷美緒、守屋亨香】（2024年12月12日）[143]
- 機動戦士ガンダムエクストリームバーサス2 オーバーブースト 全国大会「PREMIUM DOGFIGHT 2025」（2025年2月8日）[144][145]
- Youtubeチャンネル「のら犬さんのアニメギョーカイ時事放談」 #666、#667（2025年4月2日、16日）[146][147][148]
- Youtubeチャンネル Real Sound Tech「こんなに簡単なの！？　最新の自作パソコンを声優の月城莉奈さんと楽しく組み立ててみた」（2025年7月8日）[149][150][151]
- 電撃ゲームライブ #160 2025夏SP第2夜（伊達鍵は眠らない、グルーヴコースターFP、ダ・カーポ リチューン、シャドウラビリンス、ツアマス）（2025年7月25日、MC）[152][153]

### その他
- HJ文庫15周年企画 「HJ文庫編集カイギシツ！」ナレーション（2021年）[154]
- 電撃オンライン連載漫画「宅レイヤーの週末」（2021年、真仲舞衣、登場人物全員）[155]
- 電撃オンライン連載漫画「貧困エルフの暮らしかた。」（2021年、ミュゼヌ、登場人物全員）[156]
- 電撃オンライン連載漫画「ゲームライターもラクじゃない！」（2022年、恩頼ネオン、登場人物全員）[157]
- 機動戦士ガンダム N-EXTREME コミックス発売記念PV（2022年、カノ・クランズ[158]）
- AnimeJapan 2023 KADOKAWAブース プロモーション動画 ナレーション（2023年、恩頼ネオン）[159]
- EX大衆 グラビア・インタビュー「あの美 声優に会いたい！―2023夏―」（2023年8月号 ）[160][161]
- アプリゲーム「ゴールドラッシュバトラー」紹介動画『ゴルバト教室」6-1[162]6-2[163]6-3[164]8[165]（2023年、シュウ）
- 声優図鑑 by 声優グランプリ 「月城莉奈『“表現する”声優は作り手の一人。声の演技で人の心を動かしたい』」（2023年9月22日）[166]
- エンタメラッシュ「五⼗嵐啓輔ほか出演　舞台『ジョダンダンジョ』4月17日（木）～開幕！」（キャストコメント）[167]
- ゆりりかる「fragment edge No.9『さいはてのペルシュ』観劇レポート」[168]
- 声優グランプリ 「声優名鑑 女性編」（2024 - 2025年）
- フロムゲーマーズ2025年夏号「Crispy Loversユニット始動！」（2025年7月25日）

## ディスコグラフィー・楽曲
| 発売日         | 商品名                                                                              | 歌       | 楽曲              | 作詞     | 作曲     | 編曲  | 備考                                                                     |
| -------------- | ----------------------------------------------------------------------------------- | -------- | ----------------- | -------- | -------- | ----- | ------------------------------------------------------------------------ |
| 2020年11月20日 | 「デート・ア・バレット」後編「ナイトメア・オア・クイーン」エンディング・テーマ＆BGM | RinamooN | 「Precious」      | 坂部剛   | 渡部紫緒 |       | OVA『デート・ア・バレット ナイトメア・オア・クイーン』エンディングテーマ |
| 2025年2月25日  | 「Bad and Cute! -Single」                                                           | RinamooN | 「Bad and Cute!」 | 月城莉奈 | Ryuno    | Ryuno | 配信のみ                                                                 |